# Crash Team Racing
Crash Team Racing — компьютерная игра в жанре аркадных гонок на картинге, разработанная компанией Naughty Dog и изданная Sony Computer Entertainment в 1999 году для игровой системы Sony PlayStation. Игра является четвёртой в серии Crash Bandicoot и первой гоночной игрой в этой франшизе. Она сочетает элементы классических гонок на картах с использованием оружия и бонусов, а также манёвром «силового скольжения» для ускорения.
В игре представлены различные режимы, включая одиночные и многопользовательские гонки, а также «Режим приключений», где игроки сражаются за спасение мира от антагониста Нитроса Оксида. Игровой процесс характеризуется динамичными трассами и аренами, а также возможностью использования различного вооружения для борьбы с противниками. В игре также реализованы элементы сбора и улучшения бонусов с помощью сбора Вумпа-фруктов, которые повышают скорость карта и эффективность оружия.
Crash Team Racing была хорошо принята критиками и игроками, получив высокие оценки за инновационный игровой процесс, графику и управление. Игра стала одним из ключевых тайтлов PlayStation, получив переиздания в линейках Sony Greatest Hits и Platinum Range. В 2019 году игра была переиздана в качестве ремейка под названием Crash Team Racing Nitro-Fueled.

## Игровой процесс

Игровой процесс Crash Team Racing. На скриншоте игрок управляет Коко Бандикут, которая находится на первом месте гонки на трассе N.Gin Labs, совершает «силовое скольжение» и имеет в запасе склянку со смесью (окошко над игроком), замедляющей противников. Справа от окошка со склянкой показано количество вумпа-фруктов; снизу под картой трассы в правом нижнем углу находится индикатор «Turbo Boost Meter».

Crash Team Racing — гоночная игра, в которой игрок участвует в гонках на картах, и управляет персонажами из мира Crash Bandicoot. Во время гонок игрок может разгоняться, поворачивать, ездить задним ходом, тормозить, прыгать или использовать оружие и бонусы. На трассах и аренах Crash Team Racing разбросаны ящики двух разных типов. Ящики с нарисованными на них вопросительными знаками содержат бонусы и оружие, и которые можно получить, разбивая указанные ящики. Когда игрок получает оружие или бонус, они появляются в окошке в верхней части экрана. Игрок может активировать оружие или бонус, чтобы посеять хаос среди других гонщиков или улучшить свои показатели. «Фруктовые ящики» содержат «Вумпа-фрукты» (англ. Wumpa Fruit), которые увеличивают скорость карта игрока, при этом они — будучи собранными в количестве десяти штук — усиливают его оружие и бонусы.
Важнейшим манёвром в Crash Team Racing является «силовое скольжение» (англ. Power Slide), или скольжение с ускорением; игрок выполняет его, совершив прыжок с помощью плечевой кнопки контроллера, и перед приземлением повернув в сторону. Во время скольжения индикатор «Turbo Boost Meter» в правом нижнем углу экрана заполняется и переходит из зелёного цвета в красный. В тот же момент выхлопные газы карта игрока становятся чёрными. Чтобы получить ускорение, игрок быстро нажимает на противоположное плечо, пока индикатор Turbo Boost Meter горит красным цветом. Игрок может выполнить три ускорения подряд во время силового скольжения, при этом третье ускорение будет более мощным, чем два предыдущих. Если игрок затягивает с ускорением в скольжении, то двигатель карта «захлебывается» (англ. engine back-fire), и возможность ускорения теряется; а слишком долгое скольжение приводит к заносу и раскрутке карта. Кроме этого, ускорение можно получить, совершая длинные прыжки. Чем дольше игрок находится в воздухе, тем больше будет прирост скорости при приземлении.

### Режимы
Crash Team Racing имеет пять игровых режимов: приключение, гонка на время, аркада, противостояние и битва. В каждом режиме игрок берёт под управление одного из восьми персонажей. Кроме этого, к приставке можно подключить multitap, и станет доступной возможность игры втроём или вчетвером. «Режим приключений» — одиночная игра, в которой игрок должен пройти все треки и арены в игре и собрать как можно больше трофеев, реликвий, босс-ключей, жетонов CTR и драгоценных камней. Цель режима приключения — спасти мир от антагониста истории, Нитроса Оксида (англ. Nitrous Oxide), победив в гонках на 16 различных трассах. В самом начале игры игрок имеет доступ только к двум уровням. По мере того, как игрок выигрывает больше гонок, становится доступно больше трасс в различных мирах. На каждом уровне игрок должен выиграть трофей, заняв первое место. Когда игрок получает все четыре трофея в мире, открывается доступ к «босс-гаражу» (англ. Boss Garage) этого мира. В этом гараже игрок соревнуется с боссом в гонке один на один. В случае победы над боссом, тот отдаёт босс-ключ, который используется игроком для доступа к новым мирам и, в конечном счёте, для того, чтобы сразиться с Оксидом внутри его огромного космического корабля.
После первого прохождения уровней на них становятся доступными новые режимы, такие как Relic Race — одиночная гонка на время, на которой игрок должен проехать три круга за максимально короткое время. По всему уровню разбросаны ящики, которые при разбитии замораживают таймер. Если все ящики уничтожены, то из итогового времени вычитаются десять секунд. При прохождении трассы быстрее заданного времени в награду даётся реликвия. Другой режим, CTR Challenge, проходит как обычная гонка, за исключением того, что игрок должен также собрать буквы C, T и R, разбросанные по всей трассе. Если игроку удаётся собрать все три буквы и занять первое место, ему вручается «CTR жетон». Эти жетоны бывают пяти разных цветов: красный, зелёный, синий, жёлтый и фиолетовый. Фиолетовые CTR жетоны присуждаются за победы в особых бонус-уровнях Crystal Bonus Round, где игрок должен собрать 20 кристаллов в течение определённого периода времени. При сборе четырёх жетонов одного цвета игрок получает доступ к Gem Cup соответствующего цвета. Gem Cup — гоночные турниры, которые проводятся против компьютерных соперников и доступны в секретной зоне в мире Gemstone Valley. Каждый Gem Cup состоит из четырёх гонок подряд, на которых игрок должен гоняться на очки. Когда игрок приходит к победе на этом кубке, ему в награду даётся драгоценный камень. Для того чтобы пройти игру, игрок должен собрать все трофеи, босс-ключи, реликвии, CTR жетоны и драгоценные камни, прежде чем сразиться с Нитросом Оксидом в гонке один на один.
Режим гонки на время, Time Trial — это однопользовательский режим, в котором игрок пытается установить лучшее время на любой игровой трассе. На трассе нет других гонщиков, и нет бонусов. Когда гонка на время завершёна, игрок может сохранить свой заезд в виде «призрака», с которым можно соревноваться при следующих заездах. В режиме «Аркада» игрок может быстро выбрать трассу и устроить заезд на ней. Игрок может выбрать гонку на одной трассе, либо принять участие в Кубке, на котором нужно проехать четыре трассы подряд на очки. В этом режиме один или два игрока соревнуются на трассе с остальными гонщиками, управляемыми компьютером. Сложность гонки и количество кругов могут настраиваться. Режим «Против» (англ. Versus) аналогичен режиму «Аркада», за исключением того что обязательно участие минимум двух игроков.
В режиме «Битвы» на семи специальных аренах может сойтись до четырёх игроков, которые могут запускать оружие друг в друга. Тип и длина (в последнем случае изменяется количество очков здоровья или минут боя) боя могут быть определёны заранее, что позволяет проводить сражения трёх типов. В битве в режиме Point Limit Mode побеждает первый игрок, набравший 5, 10 или 15 очков. В битве Time Limit Mode побеждает игрок, набравший наибольшее количество очков за 3, 6 или 9 минут. В Life Limit Mode каждый игрок имеет определённое количество жизней (3, 6 или 9), а время боя ограничено 3, 6 минутами или вечностью. Выигрывает игрок с наибольшим количеством оставшихся жизней на конец отведённого времени. Если длина боя установлена на «вечность», битва длится до тех пор, пока не останется только один игрок.

## Сюжет
На этот раз история не ограничивается тем, что злобный доктор Кортекс задумал новый коварный план по порабощению планеты. Наших героев (и злодеев в том числе) решает навестить из далёкого космоса некий Nitrous Oxide. Впоследствии мы узнаём, что он является быстрейшим гонщиком Галактики и занимается всю жизнь только тем, что ищет достойного соперника. Прилетая на Землю, он заключает сделку с её жителями — если они смогут его победить, то в награду он оставляет их жалкую планетку существовать дальше, но если же они проиграют, то мир будет порабощён. Естественно, все начинают готовиться к гонке. Герои устраивают между собой соревнования, чтобы узнать, кто является из них лучшим гонщиком и отправить его спасать мир. Медвежонок Polar читает учебник для начинающего гонщика верх ногами, доктор Кортекс подвергает свою машину воздействию лазера, ну, а Крэш валяется на солнце и спит, совершенно не беспокоясь за свой карт. Финал вновь может иметь несколько версий в зависимости от того, все ли реликты и драгоценности собраны.
По завершении игры в игре открываются страницы с эпилогами о судьбе каждого персонажа, а также краткий журнал Naughty Dog о работе со всеми частями игры.

## Разработка

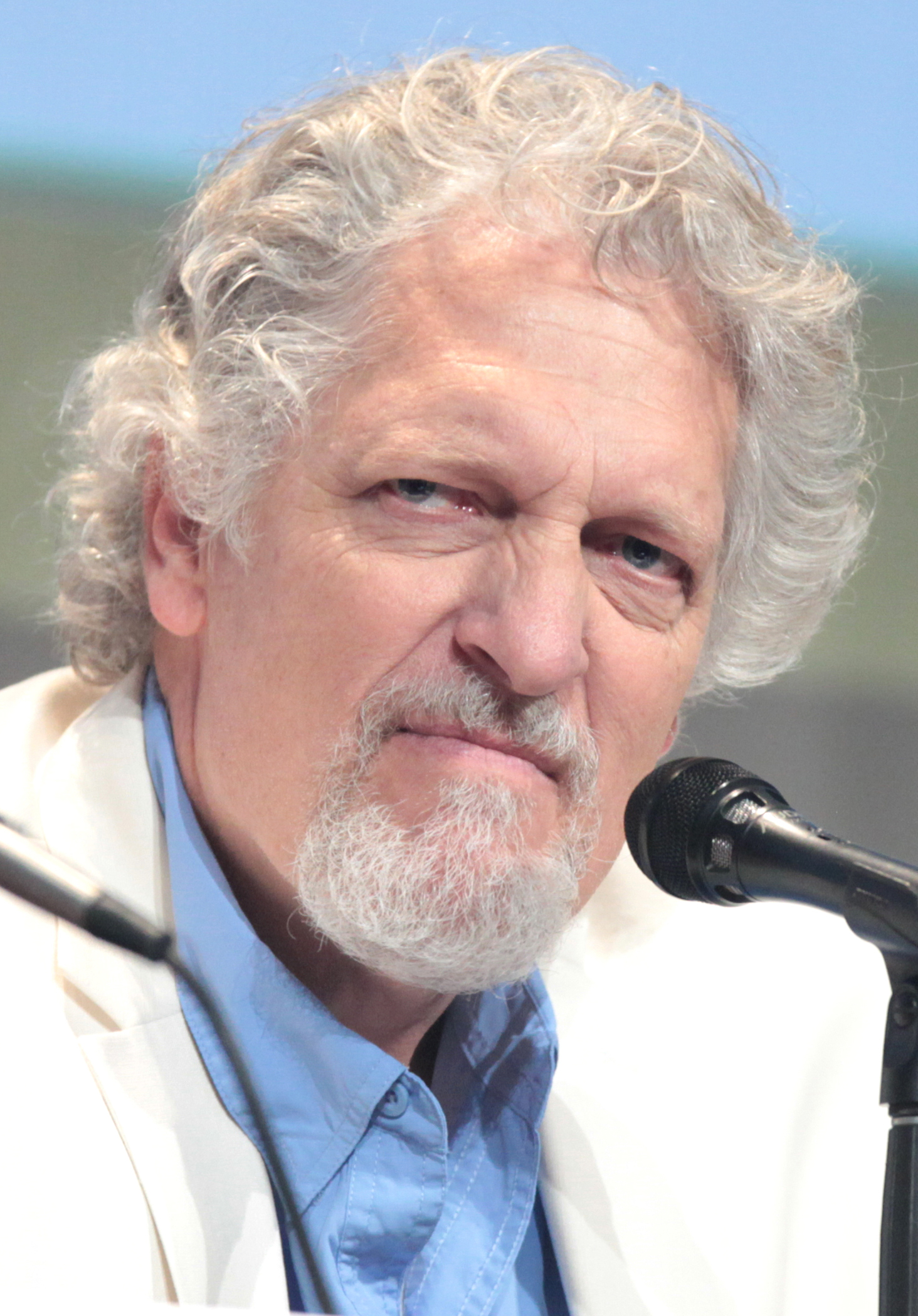
Клэнси Браун озвучил доктора Нео Кортекса и Ука Ука.

Разработка Crash Team Racing началась с создания прототипа гоночной игры, в котором картами управляли персонажи с блоками вместо головы, и не было никакой связи с персонажами серии Crash Bandicoot. Naughty Dog показали свой прототип компании Sony, и высказали интерес к тому, чтобы игра основывалась на персонажах вселенной Crash. В Sony дали согласие, и была заключена сделка с Universal. Джейсон Рубин позже рассказал, что у разработчиков был запасной план на то, что если бы не удалось достичь соглашения, то в игре использовались бы другие, оригинальные персонажи. Разработка Crash Team Racing началась после завершения работы над Crash Bandicoot 2: Cortex Strikes Back; игровой движок для Crash Team Racing был создан одновременно с движком игры Crash Bandicoot: Warped.
Разработка проводилась в течение восьми месяцев, а бюджет составлял 2,4 миллионов долларов США. Персонажи игры были разработаны Чарльзом Зембиласом и Джо Пирсоном, которые создали персонажей предыдущих трёх частей этой серии. Изначально Нитрос Оксид был сумасшедшим учёным, одержимым скоростью, который планировал «ускорить» весь мир до конца времён. Однако разработчики сочли, что они уже исчерпали в прошлом данное сочетание идей, и решили что Нитрос Оксид будет персонажем из другого мира. Изначальная идея про «ускорить весь мир» была позже использована в промо-комиксе, опубликованном в зимнем выпуске 2000 года журнала Disney Adventures.
Во время прототипирования игры команда создала копию трассы Crescent Island из игры Diddy Kong Racing, чтобы проверить, можно ли на PlayStation создать трассу такого же масштаба и размаха. Чтобы справиться со сложностями, связанными с возможным наличием 64 покрышек на разделённом экране для четырёх игроков, программист Грег Оми разработал метод отображения шин в виде двумерных спрайтов. Турбо-система, которая помогает игроку ускоряться во время силовых скольжений и после зависания в воздухе, была добавлена для того чтобы сделать Crash Team Racing более интерактивной и захватывающей, чем старые игры в жанре гонок на картах. Из-за ограниченной оперативной памяти приставки PlayStation было решёно, что главный антагонист игры — Оксид — не будет доступен игроку. Ограничение также повлияло на список персонажей игры, планировалось что Полар и Пура будут вдвоём ехать в одном карте, и будут играться как один персонаж, но в итоге они были разделены на отдельных. По плану в игре также должны были появиться оба брата Комодо, однако Комодо Мо был убран во время разработки.
Дэвид Баггетт создал саундтрек игры, музыку к которому написал Джош Манселл из Mutato Muzika. Звуковые эффекты были созданы Майком Голлумом, Роном Хорвицем и Кевином Спирсом из Universal Sound Studios. Голоса доктора Нео Кортекса и Уки Уки были предоставлены Клэнси Брауном, а голоса доктора Н. Джина, Тигра Тини и Пинстрайпа Потороо — актёром Бренданом О’Брайеном. Остальные голоса были предоставлены Дэвидом А. Пиццуто, Мэлом Винклером, Майклом Энсином, Хайнденом Уолчем, Билли Поупом, артистом звуковых эффектов Майком Голлумом, Майклом Коннором и Чипом Чайнером. Разработка Crash Team Racing перешла в альфа-стадию в августе 1999 года, а бета-стадию — в сентябре. Играбельная демонстрационная версия игры была размещёна на рекламном диске, выпущенном 14 ноября 1999 года компанией Pizza Hut.

## Критика
| Сводный рейтинг       | Сводный рейтинг |
| Агрегатор             | Оценка          |
| --------------------- | --------------- |
| GameRankings          | 91,78 %         |
| Metacritic            | 88/100          |
| Иноязычные издания    |                 |
| Издание               | Оценка          |
| AllGame               | [ 31 ]          |
| EGM                   | 9,3 из 10       |
| Famitsu               | 33 из 40        |
| GamePro               | [ 34 ]          |
| GameRevolution        | B+              |
| GameSpot              | 8,4 из 10       |
| IGN                   | 8,5 из 10       |
| OPM                   | [ 38 ]          |
| OPM NZ                | 9 из 10         |
| Русскоязычные издания |                 |
| Издание               | Оценка          |
| OPM Russia            | 6,5 из 10       |

Crash Team Racing получила «в целом благоприятные» отзывы, по данным агрегатора обзоров Metacritic. Official PlayStation Magazine назвал Crash Team Racing «игрой, которая сделала гонки на картах крутыми» и заявил, что «ничто никогда не стояло на одном уровне с ней по качеству». Обозреватель Electronic Gaming Monthly отметил, что игра была «сильно вдохновлена Mario Kart, но все же является замечательной многопользовательской гоночной игрой». Даг Перри из IGN заявил, что игра была «солидной» по игровым возможностям и графике, но критически отнёсся к «безумно капиталистической улыбке Крэша». Джефф Герстманн из GameSpot назвал игру «отличным клоном Mario Kart» и отметил, что ей удалось добиться успеха там, где другие игры, такие как Mega Man Battle & Chase, Bomberman Fantasy Race, Diddy Kong Racing, Chocobo Racing и Mario Kart потерпели неудачу. Джонни Лю из Game Revolution пришёл к выводу, что несмотря на то, что игра «не добавляет многого в устаревший жанр, ей удаётся делать все хорошо».
Игровое управление было хорошо принято критиками. Критик D-Pad Destroyer из GamePro назвал управление почти идеальным, и объяснил это тем, что «очевидные элементы управления позволяют вам сосредоточиться на гонках и подрыве противников, а значит, гонки проходят быстрее, более плавно и весело». Джонни Лю из Game Revolution заключил что управление «ощущается очень естественным, с упором на поддержание скорости, а не на борьбу с паршивыми органами управления». В то же время, Джо Оттосон из Allgame (на то время All Game Guide) сказал, что невозможность перенастройки элементов управления была «единственным реальным недостатком» игры. Однако обозреватель Official PlayStation Russia не согласился с остальными, назвав управление «неотзывчивым и малоудобным» и заметив что аналоговый режим из-за «чрезмерной» чувствительности хуже цифрового.
Графика игры получила положительный отклик. D-Pad Destroyer из GamePro, заметив что графика была не слишком сложной, назвал «мультяшный вид и изобретательное использование текстур и цветов» одними из главных главных достоинств в области графики. Даг Перри из IGN оценил «красивую» обстановку как «чистую и полностью сформированную», и написал что персонажи «полны забавной анимации и аккуратно оформлены». Джефф Герстманн из GameSpot сказал, что обстановка «достаточно большая, и она очень красиво передаёт похожий на мультфильмы характер игры». Джонни Лю из Game Revolution заявил, что графика была «плавной и, кажется, раздвигает границы возможностей Playstation».
Критики высказали неоднозначные мнения о звуке игры. D-Pad Destroyer из GamePro написал, что «причудливая» фоновая музыка «довольно приятна», а фрагменты озвучки персонажей «достаточно разнообразны, чтобы не раздражать». Даг Перри из IGN высказал более смешанную точку зрения, отметив, что «классический прыгучий, тяжёлый ксилофонный ритм» «не обязательно великолепен», и что после нескольких заездов «вы либо прекратите его слушать, либо он из-за своей непрекращающейся простоты заставит вас плакать или выдёргивать волосы». Говоря об актёрском мастерстве, он заключил, что в игре «нет ничего действительно милого, умного и запоминающегося», и отметил что голос Крэша очень похож на голос Луиджи из серии Mario Kart. Джефф Герстманн из GameSpot писал, что хотя музыка и звуковые эффекты «продвигают мультяшную тему игры», мелодии не были слишком «переборщенными» или настойчивыми. Джонни Лю из Game Revolution назвал музыку «стандартным китчем» и добавил, что хотя звуковые эффекты «повышают мультяшное качество игры», голоса некоторых персонажей были неудовлетворительными. Джо Оттосон из Allgame отметил, что персонажи «все довольно громкие», а музыка «отлично передаёт причудливое настроение».
Crash Team Racing продалась количеством в 1,90 миллионов экземпляров в США и более 300 000 экземпляров в Японии. В результате её успеха, игра была переиздана в 2000 году в линейке Sony Greatest Hits и в январе 2001 года в линейке Platinum Range. В 2003 году для приставок PlayStation 2, Xbox, GameCube, Game Boy Advance и N-Gage было выпущено косвенное продолжение под названием Crash Nitro Kart, и оно стало первой игрой из серии Crash Bandicoot, в которой появились FMV-ролики. Ремейк игры, названный Crash Team Racing Nitro-Fueled, был анонсирован на церемонии The Game Awards 2018 и вышел 21 июня 2019 года на платформах PlayStation 4, Xbox One и Nintendo Switch.